# Lancelot Volders

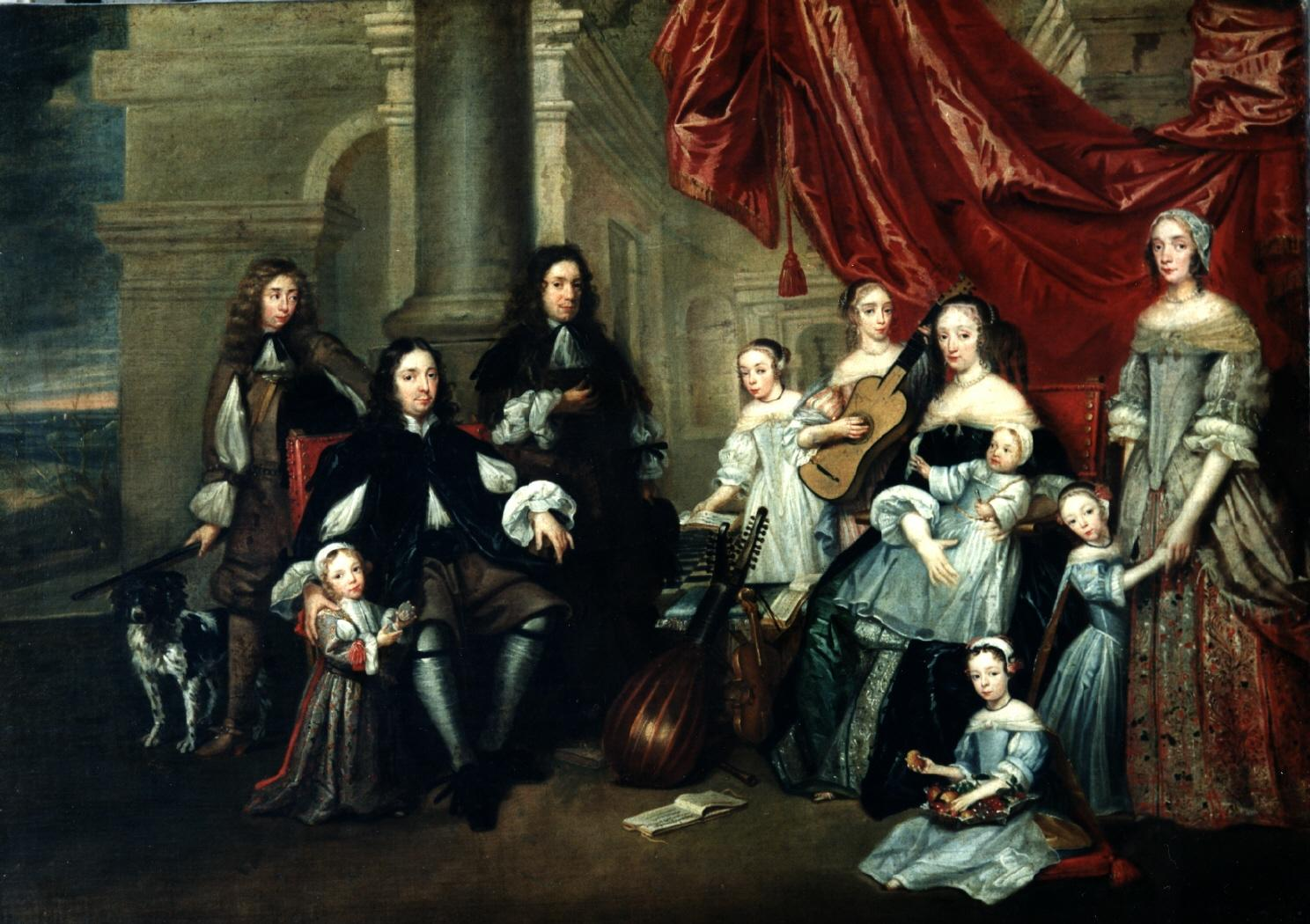
Retrato de familia, óleo sobre lienzo, 87 x 118,5 cm, Madrid, Museo Lázaro Galdiano.

Lancelot Volders, conocido también erróneamente como Louis Volders (Bruselas, 1636-1723), fue un pintor barroco flamenco, especializado en retratos individuales y de grupo aunque también produjo algunas pinturas de historia y escenas de género.
Bautizado el 10 de marzo de 1636 en Bruselas, donde también falleció y fue enterrado el 23 de marzo de 1723 tras haber trabajado posiblemente en Leeuwarden, durante mucho tiempo se creyó que se trataba de persona distinta de un Louis Volders a quien se atribuían las obras firmadas «L. Volders». Las investigaciones de Leen Kelchtermans, historiador del arte, publicadas en 2013, demuestran que hay una gran cantidad de evidencia para concluir que Lancelot Volders y Louis Volders son en realidad la misma persona y que el nombre correcto no era Louis sino Lancelot. En la literatura anterior, el artista también fue referido erróneamente como Jan Volders debido a una lectura incorrecta de su firma.
Entre las personas retratadas por Lancelot Volders figuraron los miembros de la casa Nassau-Dietz, que con Juan Guillermo Friso de Orange-Nassau, estatúder de Frisia, se fusionó con la casa de Orange. Entre estos se encuentran los retratos del propio Juan Guillermo Friso, príncipe de Orange, y de sus padres, Enrique Casimiro II y Enriqueta Amalia de Anhalt-Dessau (Leeuwarden, Hotel Paleis Het Stadhouderlijk Hof), así como el de su esposa, María Luisa de Hesse-Kassel (Leeuwarden, Commissaris van de Koningin in Friesland), junto a un elevado número de retratos de los miembros de la aristocracia frisona, de los que también dejó retratos en miniatura, como los dos de Juan Guillermo Friso conservados en el Rijksmuseum de Ámsterdam.